# 洛耶奧·拉邦塔
洛耶奧·凱烏拉尼·拉邦塔（英語：Lo'eau Kaiulani LaBonta，1993年3月18日—）是美國職業女子足球運動員，司職中場，現效力國家女子足球聯賽球隊堪薩斯城潮流並擔任隊長。
拉邦塔就讀大學期間效力於史丹佛樞機紅女子足球隊，2011年年底，她因受傷缺席NCAA第一級別大學盃冠軍賽，最終該隊奪下冠軍。2015年，她參加國家女子足球聯賽大學選秀以第4輪第34順位被藍天足球俱樂部選中。她過去效力於堪薩斯城足球俱樂部、猶他皇家以及現在的堪薩斯城潮流等多支國家女子足球聯賽球隊均是以先發陣容上場，她在國家女子足球聯賽的總出場數至少超過150場。2017年，她被外借至澳洲女子足球聯賽球隊流浪者。

## 個人生活
2022年8月，拉邦塔在一場對陣天使城足球俱樂部的例行賽進球後的慶祝動作被評為國家女子足球聯賽年度最佳慶祝動作。
拉邦塔已婚並定居於密蘇里州的堪薩斯城，她的丈夫是前宏都拉斯國腳、堪薩斯城體育會球員羅耶·艾斯皮諾薩，現為堪薩斯城體育會青年隊的足球教練。

## 外部連結
- Soccerway資料庫：洛耶奧·拉邦塔
- 洛耶奧·拉邦塔 （页面存档备份，存于）在史丹佛樞機紅女子足球隊（英语：Stanford Cardinal women's soccer）
- 洛耶奧·拉邦塔 （页面存档备份，存于）在國家女子足球聯賽
- 洛耶奧·拉邦塔在猶他皇家（的存檔，存档日期2020-11-28.）
- 洛耶奧·拉邦塔 （页面存档备份，存于）在堪薩斯城潮流
- 洛耶奧·拉邦塔的Instagram帳戶
- 洛耶奧·拉邦塔的X（前Twitter）